# 溫特塞特 (堪薩斯州)
溫特塞特（英語：Winterset）是位於美國堪薩斯州拉塞爾縣的一個鬼鎮。

## 歷史
溫特塞特的郵政局於1882年設立，直到1890年結束營運。

## 地理
溫特塞特所處的海拔為高於海平面565米（即1854英呎），而該地所採用的時區為UTC-6，即北美中部時區（CST）。同時該地設有夏令時間，為UTC-6調快一小時，即UTC-5（CDT）。